# Atequiza, Jalisco
Atequiza är en ort i Mexiko.   Den ligger i kommunen Ixtlahuacán de los Membrillos och delstaten Jalisco, i den centrala delen av landet, 400 km väster om huvudstaden Mexico City. Atequiza ligger 1 557 meter över havet och antalet invånare är 5 579.
Terrängen runt Atequiza är kuperad åt sydost, men åt nordväst är den platt. Runt Atequiza är det ganska tätbefolkat, med 222 invånare per kvadratkilometer. Närmaste större samhälle är Chapala, 11,7 km sydväst om Atequiza. I omgivningarna runt Atequiza växer huvudsakligen savannskog.